# Ausbund (Gesangbuch)
Der Ausbund (eigentlich Auß Bundt; Bedeutung: „Die ausgewählte Auswahl“) ist das älteste Gesangbuch der Täuferbewegung. Eine gottesdienstliche Verwendung findet es heute noch in den nordamerikanischen Gemeinden der Amischen. Es ist die älteste Kirchenliedersammlung, die bis heute ohne Unterbrechung in einer christlichen Kirche genutzt wird.

## Geschichte

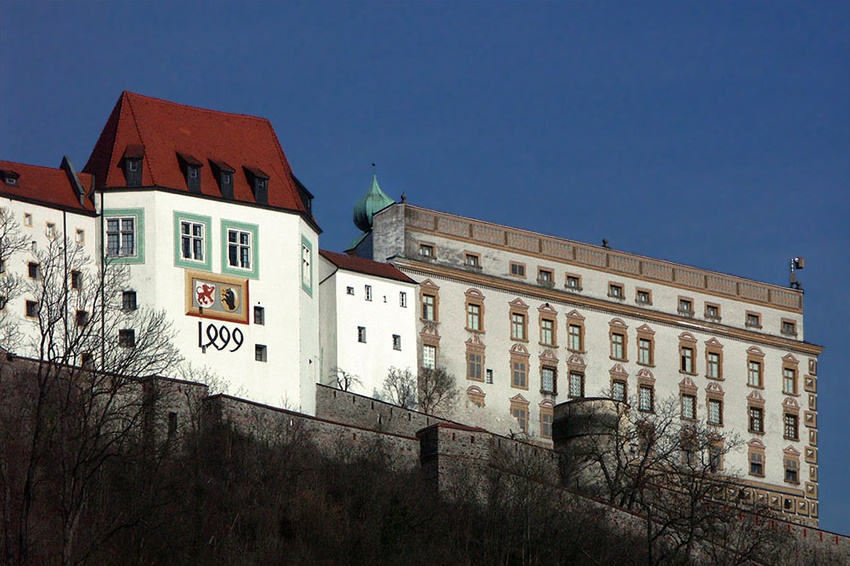
Das Schloss zu Passau – Entstehungsort des Ausbund-Kernbestandes

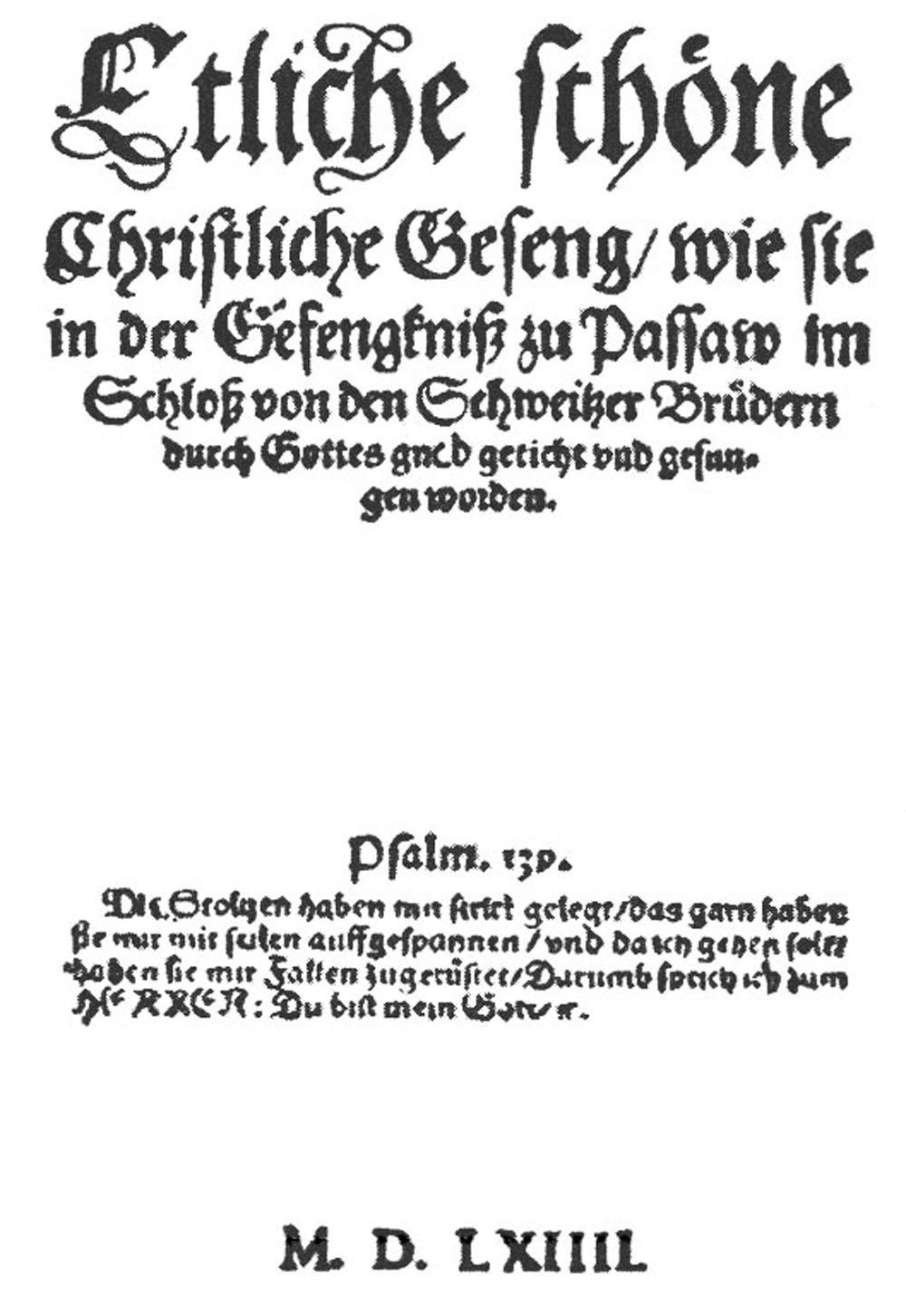
Ausbund – Gesangbuch der Täufer, Titelblatt mit Zitat aus Ps 140,6-7 („Ps 139“)

Den Kernbestand des Ausbunds bilden 51 Lieder, die von einer im Spätsommer 1535 in Passau festgenommenen und anschließend im Passauer Schloss festgehaltenen Gruppe von Täufern verfasst worden sind. Bei der Gruppe handelte es sich um etwa 60 von Mähren nach Süddeutschland zurückkehrende Philipper, von denen viele jedoch unbekannt blieben. Elf Lieder dieser Sammlung stammen von Michael Schneider, dem Vorsteher dieses Täuferkreises. Zwölf weitere Gesänge konnten Hans Betz zugeordnet werden. Abfassungsort war der Kerker des Passauer Schlosses, in dem die Täufer wegen ihrer Überzeugungen zwischen 1535 und 1540 einsaßen. Einige – darunter auch Hans Betz – überlebten die Gefangenschaft nicht. Viele der gefangenen Täufer erlitten im Anschluss an die Haftzeit den Märtyrertod.
Gedruckt wurde die Liedersammlung im Jahr 1564. Die Erstausgabe, deren einziges erhaltenes Exemplar sich im Besitz der Mennonite Historical Library (Mennonitische Historische Bibliothek) am Goshen College in Indiana, befindet, trägt den Titel: Etliche schöne Christliche Geseng, wie sie in der Gefengkniß zu Passaw [Passau] im Schloß von den Schweitzer Brüdern durch Gottes gnad geticht [gedichtet] und gesungen worden. Das gedruckte Gesangbuch muss eine starke Verbreitung gefunden haben, denn während des Frankenthaler Colloquiums (1571) diente es bereits den Gegnern des Täufertums als Belegquelle ihrer Kritik.
Eine zweite, um 80 Lieder erweiterte Auflage des Gesangbuchs erschien 1583. Auf dem Titelblatt dieser Ausgabe tauchte zum ersten Mal das Stichwort Ausbund auf: Ausbund. Das ist etliche schöne christenliche Lieder, etc. Allen und jeden Christen, welcher Religion sie seien, unpartheyisch nützlich.
Spätere Ausgaben wiesen 137 (Europa), beziehungsweise 140 (Nordamerika) Lieder auf. Insgesamt existieren 11 bekannte europäische Auflagen des Ausbunds. Erscheinungsorte waren im 16. und 17. Jahrhundert Köln und das Rheinland. Im 18. und 19. Jahrhundert erscheinen die Neuauflagen in Basel und Straßburg. Die letzte europäische Ausgabe datiert von 1838; ihr Erscheinungsort ist Basel. Noch bis ins 19. Jahrhundert wurde sie in vielen süddeutschen Mennonitengemeinden benutzt.
Die erste amerikanische Ausgabe des Ausbunds erschien 1742. Gedruckt wurde sie durch Christopher Saur’s Germantown press. Herausgeber des Gesangbuchs, das bis Ende des 18. Jahrhunderts in den Schweizer Mennonitengemeinden benutzt wurde, war der mennonitische Bischof Henry Funck. Danach wurde es durch die Die kleine geistliche Harfe und das Unpartheyische Gesangbuch von 1804 (beide in Pennsylvania entstanden) ersetzt.
Der Ausbund wird bis heute ausschließlich in den Gottesdiensten der amischen Mennoniten genutzt und konserviert auf einzigartige Weise den Geist des Täufertums des 16. Jahrhunderts.

## Charakteristik
Die ältesten Lieder des Ausbunds sind primär Lieder der „leidenden Kirche in einer feindlich gesinnten Umwelt“. In ihrem Zentrum steht das Martyrium derjenigen, die „mit Ernst Christen sein wollen“. Sie spiegeln aber nicht nur Trauer und Verzweiflung, sondern auch das Bewusstsein des Getragenwerdens durch Gott. Es gibt in der Auffassung der Autoren immer mehr Gründe, Gott zu danken als ihm das Leid zu klagen. Dafür steht unter anderem das Ausbund-Lied Nr. 131: O Gott, Vater, wir loben dich und deine Güte preisen wir, das bis heute zu Anfang jedes amischen Gottesdienstes gesungen wird.

## Zum Inhalt

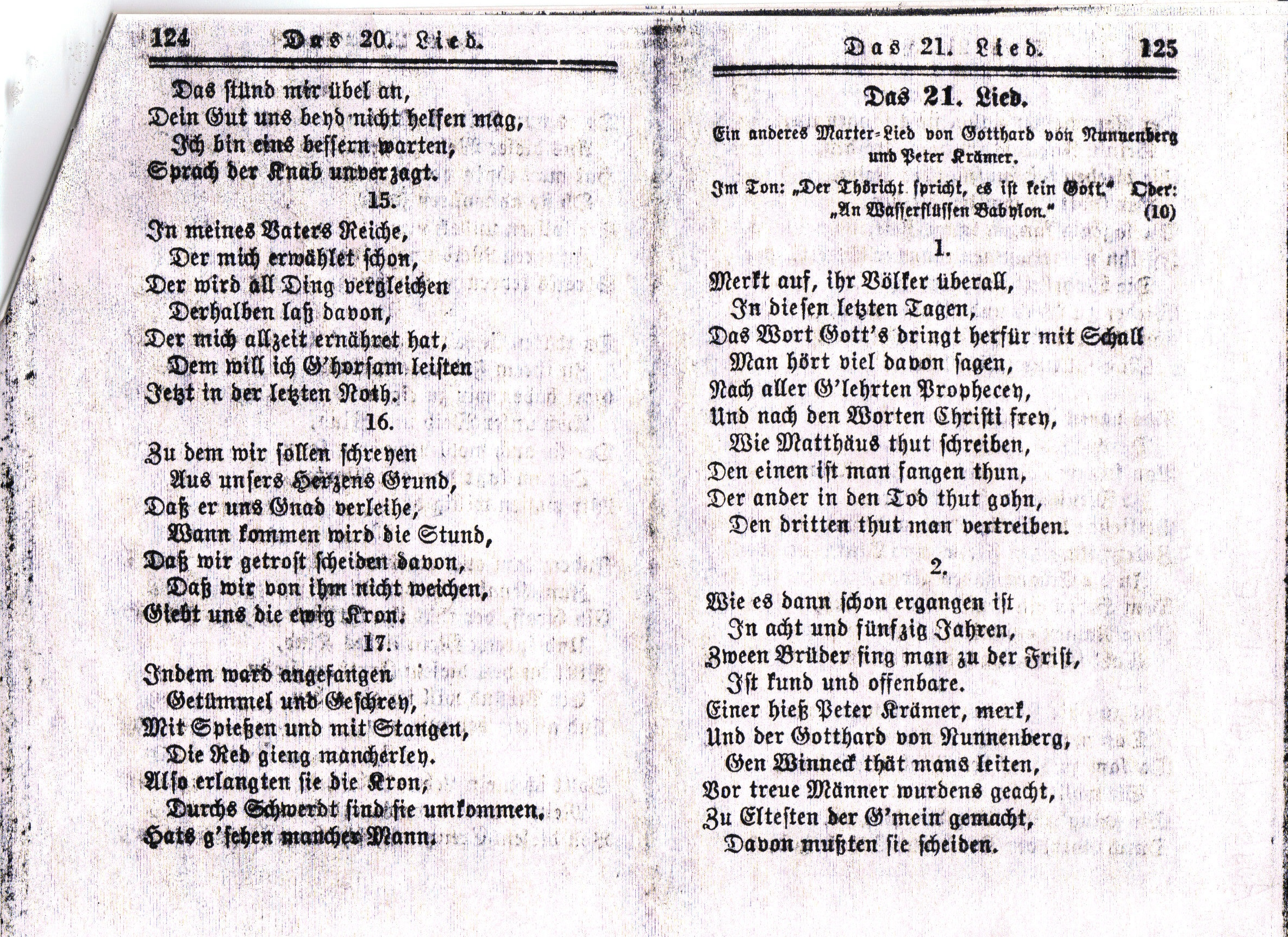
Neuere Ausgabe des Ausbunds (1977)

Das erste Lied des Ausbunds stammt aus der Feder Sebastian Francks. Es ist ein Lehrlied und zeigt, „wie Christen im Geist und in der Wahrheit singen, beten und Gott in Psalem loben sollen.“ Bei dem zweiten Lied handelt es sich um eine Nachdichtung des athanasischen Glaubensbekenntnisses. Die Lieder 6, 7 und 8 sind Dichtungen von Felix Manz, Michael Sattler und Hans Hut – alle Märtyrer der Täuferbewegung. Weitere Märtyrerlieder stammen von Leonhard Schiemer, Hans Schlaffer, Georg Blaurock und Hans Leupold, die zu den täuferischen Opfern der ersten großen Verfolgungswelle gehörten. Hans Büchl, Teilnehmer des Frankenthaler Colloquiums, ist der Dichter weiterer fünf Ausbund-Lieder. Elf Lieder sind niederländischen Ursprungs. Die niederdeutschen Täufer trugen weitere elf Lieder bei. Fünf Lieder können den Böhmischen Brüdern zugerechnet werden.
Viele Lieder des Ausbunds haben lehrhaften Charakter: Biblische Lehren, das täuferische Tauf- und Abendmahlsverständnis und auch die Eschatologie stehen in ihrem Zentrum. Zu dem letztgenannten Themenzyklus gehört auch das Lied Büchls (Nr. 46): Ain new christelich Lied von der gegenwardig schröcklichen letzten Dagen, in welchen so vil verschieden secten, auffrührerisch und falsche Propheten erschainen, auch blutdirstige tyrannen.
Der europäische Ausbund wurde bis 1809 ohne Ortsangabe und ohne Angabe des Herausgebers auf den Markt gebracht. Noch 1692 verbot die Berner Regierung die Verbreitung und den Besitz dieses Gesangbuchs und ordnete seine Konfiszierung unter Androhung von empfindlichen Strafen an. Die amerikanische Editionen enthielten u. a. das Glaubensbekenntnis von Thomas von Imbroich (1558) sowie den Wahrhaftigen Bericht über die große Trübsal, die die Geschwister rund um Zürich für ihre Glaubenssache zwischen 1635 und 1645 zu erleiden hatten (eine Sammlung von Märtyrer-Berichten).
Formal betrachtet sind die Lieder des Ausbunds von minderer Qualität, inhaltlich gesehen sind sie jedoch Zeugnisse einer tiefen Religiosität und opferbereiten Hingabe an den Glauben.

## Singweise
Der Ausbund enthält keine Noten, wohl aber Hinweise auf volkstümliche Melodien, auf die die verzeichneten Lieder gesungen werden können. Zum Teil sind die Weisen weltlichen Volks- und Liebesliedern entnommen, zum Teil auch bekannten kirchlichen Chorälen und Hymnen. Die ältesten Melodien stammen aus dem 13. und 14. Jahrhundert. Die heutige Singweise ist sehr langsam und hat eine gewisse Ähnlichkeit mit dem Gregorianischen Gesang.

## Textprobe
Die Sprache der frühen Editionen des Ausbunds waren in einer stark oberdeutschen Schreibform gehalten, ähnlich der Maximilianischen Kanzleisprache. Ein Beispiel dafür ist folgendes Gedicht des Oberösterreichers Leonhard Schiemer:
- Leonhard Schiemer: Dein heilig statt

Dein heilig statt hond sie zerstört, / dein Altar umbgegraben, / darzu auch deine Knecht ermördt, / wo sie's ergriffen haben. / Nur wir allein / dein heuflein klein, / sind wenig uberbliben, / mit schmach und schand / durch alle land / verjaget und vertriben.
Wir sind zerstrewt gleich wie die schaf, / die keinen Hirten haben, / verlassen unser hauß und hooff / und sind gleich dem Nachtraben, / der sich auch offt / hewlt in steinklufft. / In Felsen und in klufften / ist unser gmach, / man stellt uns nach, / wie Vöglein in der lufften.
Wir schleichen in den Wälden umb, / man sucht uns mit den Hunden, / man führt uns als die Lemlein stum / gefangen und gebunden. / Man zeigt uns an vor jedermann, / als weren wir Auffrürer, / wir sind geacht / wie Schaf zur schlacht / als Ketzer und verführer.
Vil sind auch in den Banden eng / an ihrem leib verdorben, / ettliche durch die marter streng / umbkommen und gestorben / on alle schuld; / hie ist gedult / der Heiligen auff erden. / Wir müssen all / durch vil trübsal / allso probieret werden.
Man hat sie an die bäum gehenkt, / erwürget und zerhawen, / heimlich und öffentlich ertrenckt / vil Weiber und jungfrawen. / Die haben frey / ohn alle schew / der warheit zeugnuß geben, / dasz Jesus Christ / die wahrheit ist, / der weg und auch das leben.
Noch tobt die Welt und ruhet nicht, / ist gar unsinnig worden, / vil lügen sie auff uns erdicht, / mit brennen und mit morden / thut sie uns bang. / O Herr, wie lang / willtu dazzu doch schweigen? / Richt den hochmut, / der heiligen bluth / laß wer dein Thron auffsteigen!

## Digitalisierte Ausgaben
- Auß Bundt, das ist: etliche schöne Christenliche Lieder, wie die in der Gefängnuß zu Passau im Schloß von den Schweitzer-Brüdern und anderen rechtgläubigen Christen hin und her gedichtet worden. Jason Heinrich von Mechel, Basel 1838 (eingeschränkte Vorschau in der Google-Buchsuche).

- Ausbund, Das ist: Etliche schöne Christliche Lieder. Wie sie in dem Gefängniß zu Bassau in dem Schloß von den Schweizer-Brüdern und von anderen rechtglaubigen Christen hin und her gedichtet worden. Johann Bär, Pennsylvanien 1846 (maertyrerspiegel.de).

- Ausbund, Das ist: Etliche schöne Christliche Lieder. Wie sie in dem Gefängniß zu Bassau in dem Schloß von den Schweizer-Brüdern und von anderen rechtglaubigen Christen hin und her gedichtet worden. J. Bär, 1856 (eingeschränkte Vorschau in der Google-Buchsuche).